# Deadlands
Deadlands: The Weird West Roleplaying Game (Tierras muertas, el juego de rol del Extraño Oeste) es un juego de rol estadounidense ambientado en un viejo oeste alternativo de ficción, en el que el despertar de la magia chamánica de los amerindios ocupa un papel preponderante. Creado por Shane Lacy Hensley el juego fue publicado por primera vez en 1996 por la editorial del mismo Hensley: Pinnacle Entertainment Group.

## Universo de juego
Según la ficción del juego, en 1863 un chamán indio desesperado invoca a los manitus, seres ultramundanos y ultrapoderosos, para que despierten la magia de los espíritus. Los deseos del chamán se cumplen más allá de sus esperanzas: trece años después Norteamérica se encuentra llena de fantasmas, gusanos gigantes, wendigos y otras abominaciones menos identificables. Los indios han recuperado una gran parte de sus territorios de caza y la guerra de secesión continúa en el este mientras que California se ha hundido bajo las aguas, creando lo que ha venido a llamarse «el gran laberinto».
Los blancos se adaptan lo mejor que pueden. Algunos, a los que se ha dado el nombre de hucksters, dominan la magia mediante las cartas y otros utilizan un nuevo mineral, la «roca fantasma», para alimentar inventos delirantes. Tanto el Norte como el Sur, los dos bandos enfrentados en la guerra, dan la orden a los Texas Rangers y a la Agencia Pinkerton de combatir las nuevas fuerzas ocultas que pululan por la nación.
A los desórdenes ya descritos se añaden los chinos pérfidos (un estereotipo del género del western), piratas árabes, sectas oscurantistas... En breve, Deadlands utiliza una gran mezcla de elementos fantásticos e históricos con el objetivo de crear para los jugadores una ambientación llena de sorpresas, peligros y fenómenos extraños y paranormales.

## Sistema de juego
Deadlands integra el póquer en su sistema de juego. Diez características numeradas cada una de 4 a 12 (siguiendo la escala de las cartas de póquer) ofrecen diferentes tipos de dados para realizar tiradas. En el juego también se utilizan las cartas para determinar las iniciativas de los jugadores.
En 2003 este sistema ha sido extrapolado y simplificado en un sistema de juego genérico con el título de Savage Worlds.

## Suplementos
Deadlands goza de una nutrida gama de suplementos así como de una adaptación a ciencia ficción en la que la guerra entre manitús y humanos ha degenerado en conflicto nuclear.

## Traducciones en castellano
En 1997, un año después de que la primera edición del juego viera la luz en Estados Unidos, la hoy en día desaparecida editorial barcelonesa Joc Internacional tradujo Deadlands: The Weird West Roleplaying Game del inglés al castellano y lo publicó con el título Tierras muertas, el juego de rol del Extraño Oeste, pero conservando en la cabecera de la cubierta del manual de reglas el logotipo original en inglés (Deadlands), diseñado por Ron Spencer.